# Azercosmos

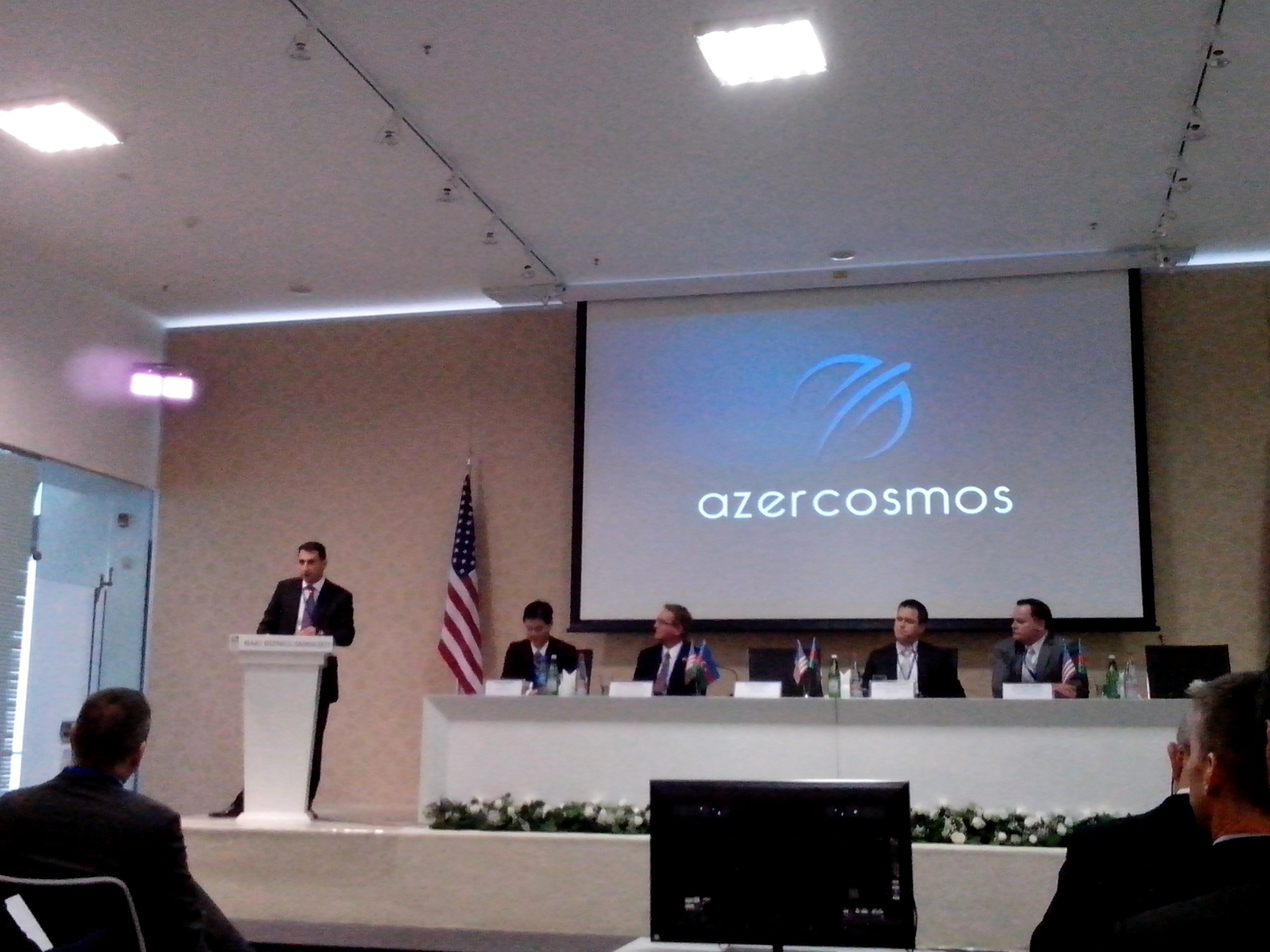
La presentación de Azercosmos em el marco del Foro azerbaiyano-americano

Azercosmos (en azerí: Azərkosmos Açıq Səhmdar Cəmiyyəti)- el operador de satélites azerí; el primer operador de satélites en la región del Cáucaso. Es propiedad del Gobierno de Azerbaiyán. Azerspace-1 es el primer satélite de telecomunicaciones. Azersky -es el satélite de observación de la Tierra. Azercosmos ofece las imágenes de satélite y servicios de información geográfica. El presidente de "Azercosmos" es Rashad Nabiyev (2011-2021).

## Historia

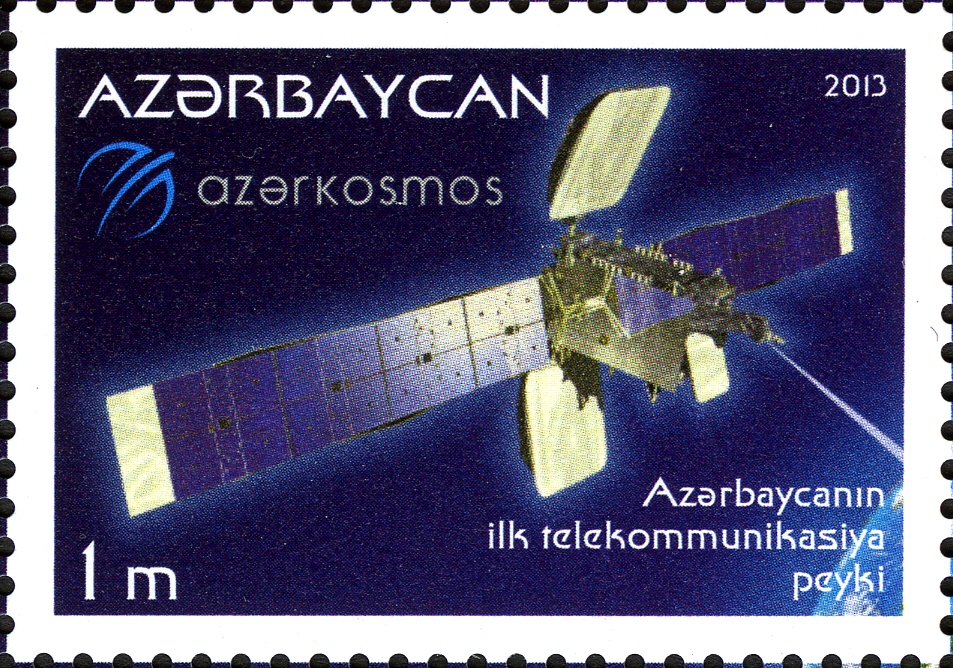
El sello de Azerbaiyán, 2013

Azercosmos fue fundado el 3 de mayo de 2010. El primer satélite de Azerbaiyán, Azerspace-1 fue lanzado el 8 de febrero de 2013. Este satélite abarca Europa, África, Oriente Medio, Asia Central y el Cáucaso. Se encuentra en el 46 ° de la longitud Este. Duración esperada de servicio de Azerspace-1 es 15 años.

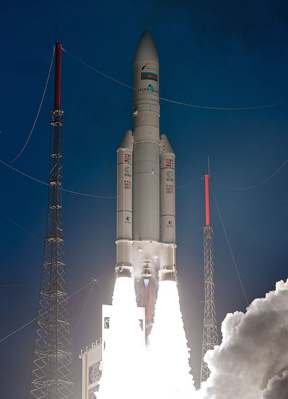
El primer satélite de Azerbaiyán, Azerspace-1

Además del satélite "Azerspace-1", "Azersky" también tiene amplias oportunidades para proteger la soberanía y transmitir la información sobre el país a la comunidad mundial. El satélite "Azersky" se utiliza de forma continua para la defensa y la seguridad de Azerbaiyán desde el año de 2015, así como para controlar regularmente los incendios en los territorios azerbaiyanos ocupados y para evaluar los daños. Además, el año pasado se llevó a cabo un monitoreo espacial de los yacimientos de mineral ubicados en las regiones de Kalbadzar y Zangilan y se han descubierto extensiones en las industrias de extracción.
En 2018 fue construido el centro de control de Azersky. El centro de control está situado en el centro de control de satélites Azerspace-1.
Azercosmos planea lanzar el segundo satélite de telecomunicaciones de Azerbaiyán a principios de 2018.

## Сooperación
En 2014, en la Exposición de Telecomunicaciones y Tecnologías de la Información BakuTel 2014 Azercosmos firmó un acuerdo de cooperación con Airbus Defence & Space francés para la adquisición de derechos de explotación y comercializar del satélite SPOT 7 que pasará a llamarse Azersky.
El Ministerio de Agricultura de Azerbaiyán utiliza los servicios del satélite AzerSky de órbita terrestre baja del país para monitorear los cultivos agrícolas. Las imágenes recibidas del satélite AzerSky se utilizan dentro del proyecto del Sistema de identificación de parcelas, que está siendo implementado por el Ministerio de Agricultura del país.